# Liste der Naturdenkmale in Grenderich
Die Liste der Naturdenkmale in Grenderich nennt die im Gemeindegebiet von Grenderich ausgewiesenen Naturdenkmale (Stand 25. März 2024).

## Naturdenkmale
| Nr.         | Bezeichnung     | Lage                                                                                 | Beschreibung                                                           | Bild                                    |
| ----------- | --------------- | ------------------------------------------------------------------------------------ | ---------------------------------------------------------------------- | --------------------------------------- |
| ND-7135-428 | Eiche Preisbaum | südöstlich des Ortes; Flur Preishohl Lage                                            | Quercus sp.                                                            | Direkt Bild zu diesem Denkmal hochladen |
| ND-7135-429 | Zwei Schanzen   | südwestlich des Ortes; Abteilungen Auf der Heide und Auf der Heide unter Schanz Lage | um 1795 angelegt; flächenhaftes Naturdenkmal; Lage der zweiten Schanze | Direkt Bild zu diesem Denkmal hochladen |

## Ehemalige Naturdenkmale
| Nr.         | Bezeichnung        | Lage                                                          | Beschreibung                                       | Bild                                    |
| ----------- | ------------------ | ------------------------------------------------------------- | -------------------------------------------------- | --------------------------------------- |
| ND-7135-427 | Zwei alte Linden   | Lindenstraße Lage                                             | Tilia sp., zwei Bäume; Rechtsverordnung aufgehoben | Direkt Bild zu diesem Denkmal hochladen |
|             | Grendericher Linde | nördlich des Ortes an der Kapelle; Flur Obig der Zehwies Lage | Tilia sp.; Rechtsverordnung aufgehoben             | Direkt Bild zu diesem Denkmal hochladen |